# Ceratothoa atherinae
Ceratothoa atherinae là một loài chân đều trong họ Cymothoidae. Loài này được Gourret miêu tả khoa học năm 1891.